# معركة بئر حكيم
معركة بئر حكيم هي معركة وقعت بين 26 أيار و11 حزيران سنة 1942 في الصحراء الليبية بين القوات الفرنسية الحرة (FFL) والقوات الألمانية والإيطالية بقيادة الكولونيل-جنرال إرفين رومل.

## ساحة المعركة
يقع بئر حكيم جنوب مدينة طبرق الليبية 90 كيلومترا إلى الجنوب من الساحل، في صحراء برقة وقد دافع عن هذا المصدر المائي منذ شباط 1942 لواء القوات الفرنسية الحرة الأول ويعتبر هذا الموقع خط الدفاع الأكثر جنوبية التي أنشأها الجيش البريطاني الثامن الذي يقوده الجنرال ريتشي. بمفاجأة الجميع، في حين كان فيلق الصحراء يبدو في حالة تراجع تام، قرر رومل أن ينتقل إلى الهجوم. خطته كانت الالتفاف على الجيش البريطاني في الجنوب، من جهة، مع ثم مهاجمتها من الوراء ثانيا وإطلاق مدرعاته لاحتلال طبرق. الجزء الأول من خطته كلل بالنجاح. منذ الأشهر الأولى من عام 1942، نجح رومل في الالتفاف على الخط الدفاعي الانقليزي، لكن خطوط الاتصال التي يحصل من خلالها على التموين أصبحت طويلة جدا. ومن هنا أصبح بئر حكيم موقعا استراتيجيا استوجب الألمان احتلاله ليس فقط للسماح بضمان وصول الإمدادات بشكل أسرع، ولكن أيضا لمنعها من أن تصبح نقطة انطلاق للهجوم المضاد لقطعهم عن ظهورهم. منذ بداية ماي، كثفت القوات الفرنسية الـ3300 تحت قيادة كونيغ الغارات حول بئر حكيم، مما تسبب في خسائر كبيرة لقوات المحور.

## دفاع الستة عشر يوما

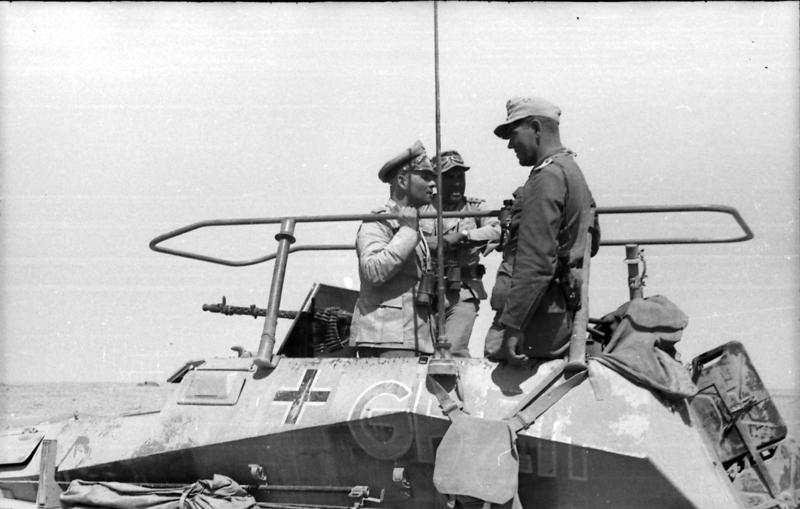
إرفين رومل رفقة الجنرال فريتز بايرلاين قرب بئر حكيم

بدأ الهجوم في 27 أيار بواسطة الفرقة المدرعة "Ariete" للفيلق الإيطالي العشرين الذي اضطر للانسحاب بعد ساعة واحدة بعد تعرضه لخسائر ثقيلة. ومع ذلك استمرت عزلة المواقع الفرنسية وفي 2 حزيران، تمت عملية تطويقهم بالكامل. ثم بدأ الهجوم الحقيقي الذي أجرته الوحدة الآلية الإيطالية "Trieste" والوحدة الألمانية الـ90، بقيادة رومل. على الرغم من القصف المكثف الذي قامت به القوات الجوية الألمانية، تدعمها المدفعية الثقيلة بالقصف، رفض الفرنسيون ثلاث مرات عروض الاستسلام.

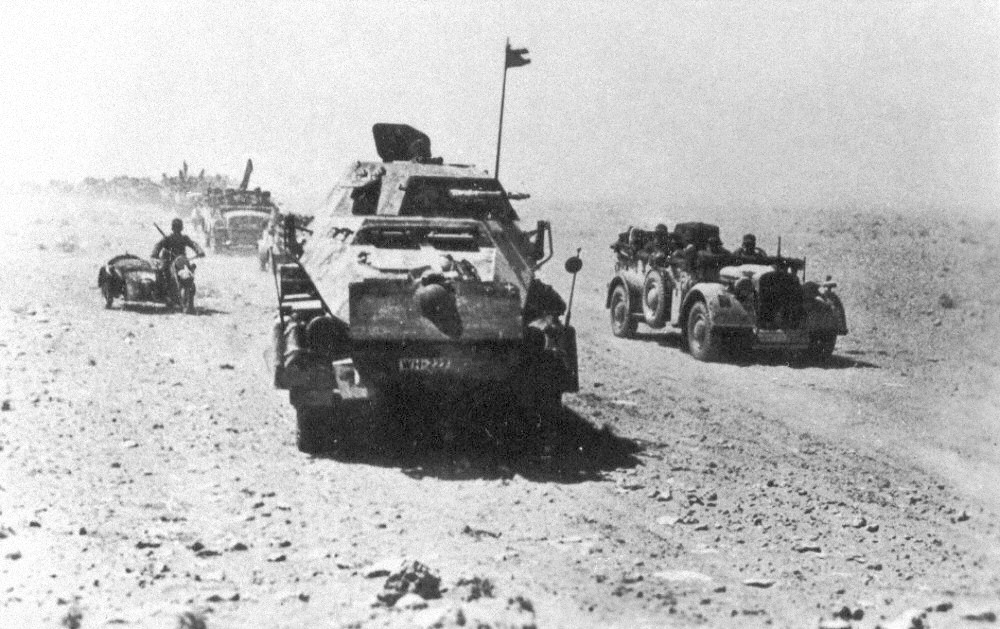
تقدم لإحدى الوحدات المدرعة أثناء المعركة

تكثف الهجوم منذ 8 حزيران وعانى المحاصرون الفرنسيون من هجمات قاسية، بما في ذلك فرقة النقيب بيار ميسمار الذي يدافع عن الجانب الشمالي. عند انتهاء الذخيرة والماء، حصل الفرنسيون أخيرا على إذن للانسحاب وأجروا في ليلة 10-11 حزيران تراجعا، وسط حقول الألغام وتحت وابل من النار، مما سمح لـ2500 رجل بالانضمام إلى القوات البريطانية.

## دلالات المعركة
بصمودها لمدة 16 يوما في وجه قوات الجنرال رومل، على الرغم من أنها فشلت في منع سقوط طبرق يوم 14 حزيران، مكنت قوات فرنسا الحرة الجيش البريطاني الثامن من الانسحاب إلى مواقع جديدة وبذلك أمكن تفادي وقوع كارثة له. قبل كل شيء، كشفت معركة بئر حكيم، التي نقلت بمهارة من قبل الإذاعة الفرنسية في لندن، للرأي العام الفرنسي والدولي وجود جيش فرنسي قادر على القتال والوقوف في وجه الجيوش الألمانية.